# U Miličovska
U Miličovska je přírodní rezervace v těsné blízkosti hlavního evropského rozvodí nedaleko silnice Pelhřimov–Jihlava mezi obcemi Dušejov a Vyskytná, jeden kilometr východně od obce Jankov v nadmořské výšce 656–662 metrů. Rezervace je zařazena do soustavy chráněných území Natura 2000. Oblast spravuje Krajský úřad Kraje Vysočina.
Předmětem ochrany je luční rašeliniště s cennou květenou a zvířenou. Mezi nejvýznamnější živočichy vyskytující se v oblasti patří zejména kriticky ohrožený vrkoč Geyerův (Vertigo geyeri) dále pak bekasina otavní (Gallinago gallinago), slíďák rašeliništní (Piratula uliginosa), čmelák luční (Bombus pratorum) a mravenec rašelinný (Formica Picea) z rostlin pak všivec lesní (Pedicularis sylvatica), prstnatec májový (Dactylorhiza majalis), rosnatka okrouhlolistá (Drosera rotundifolia), vachta trojlistá (Menyanthes trifoliata), tolije bahenní (Parnassia palustris) a ostřice přioblá (Carex diandra).

## Galerie

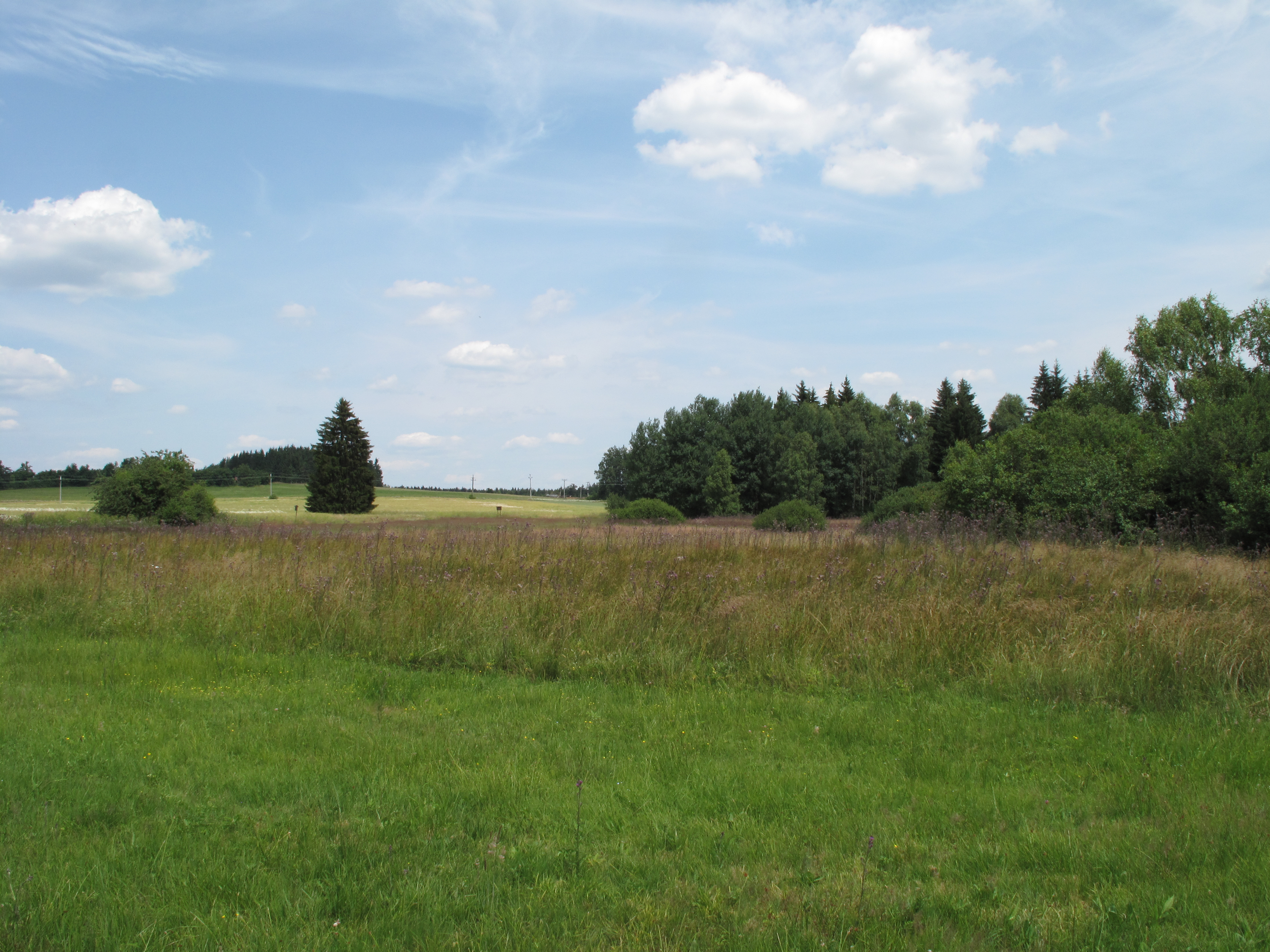
Louka
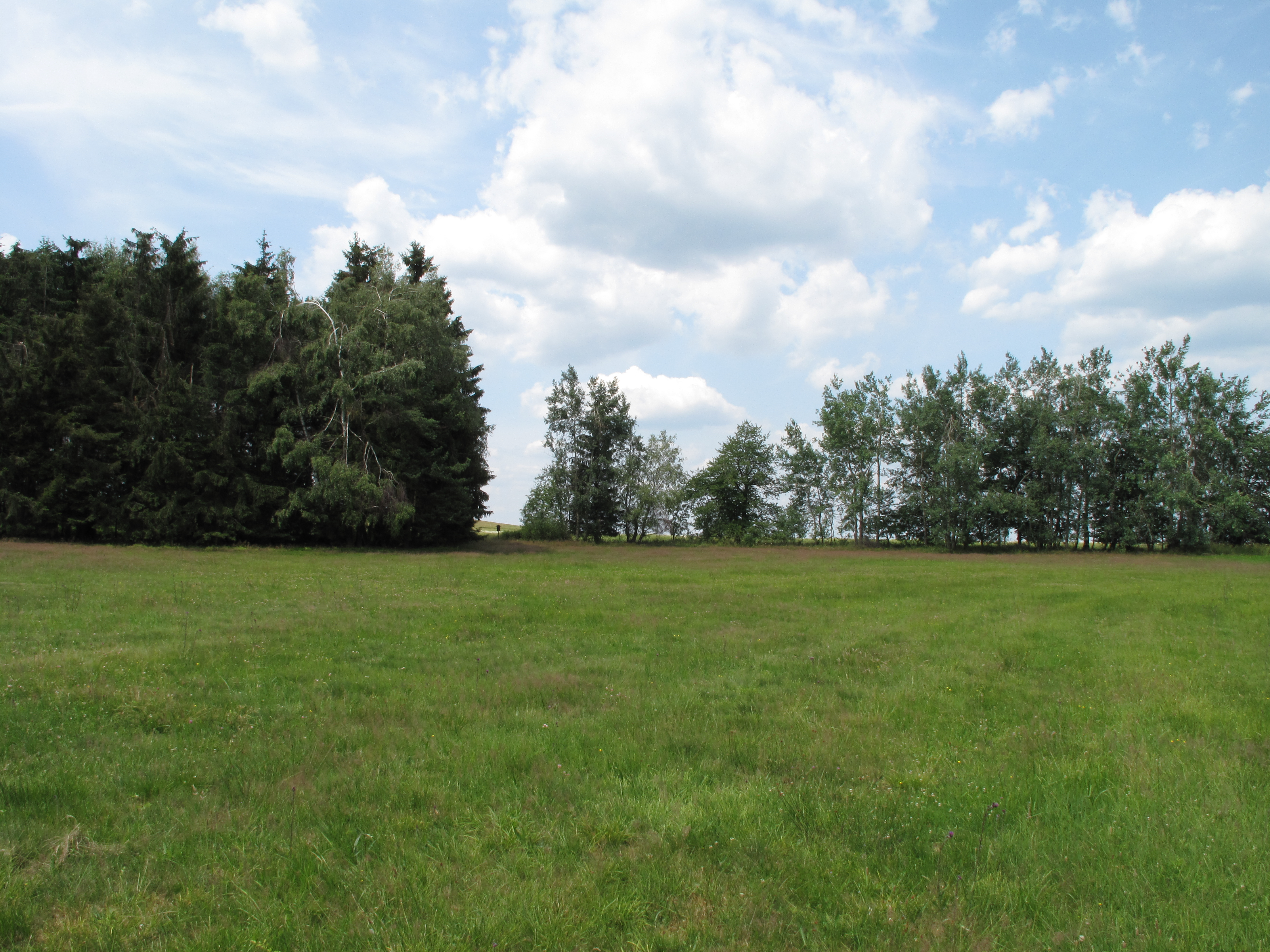
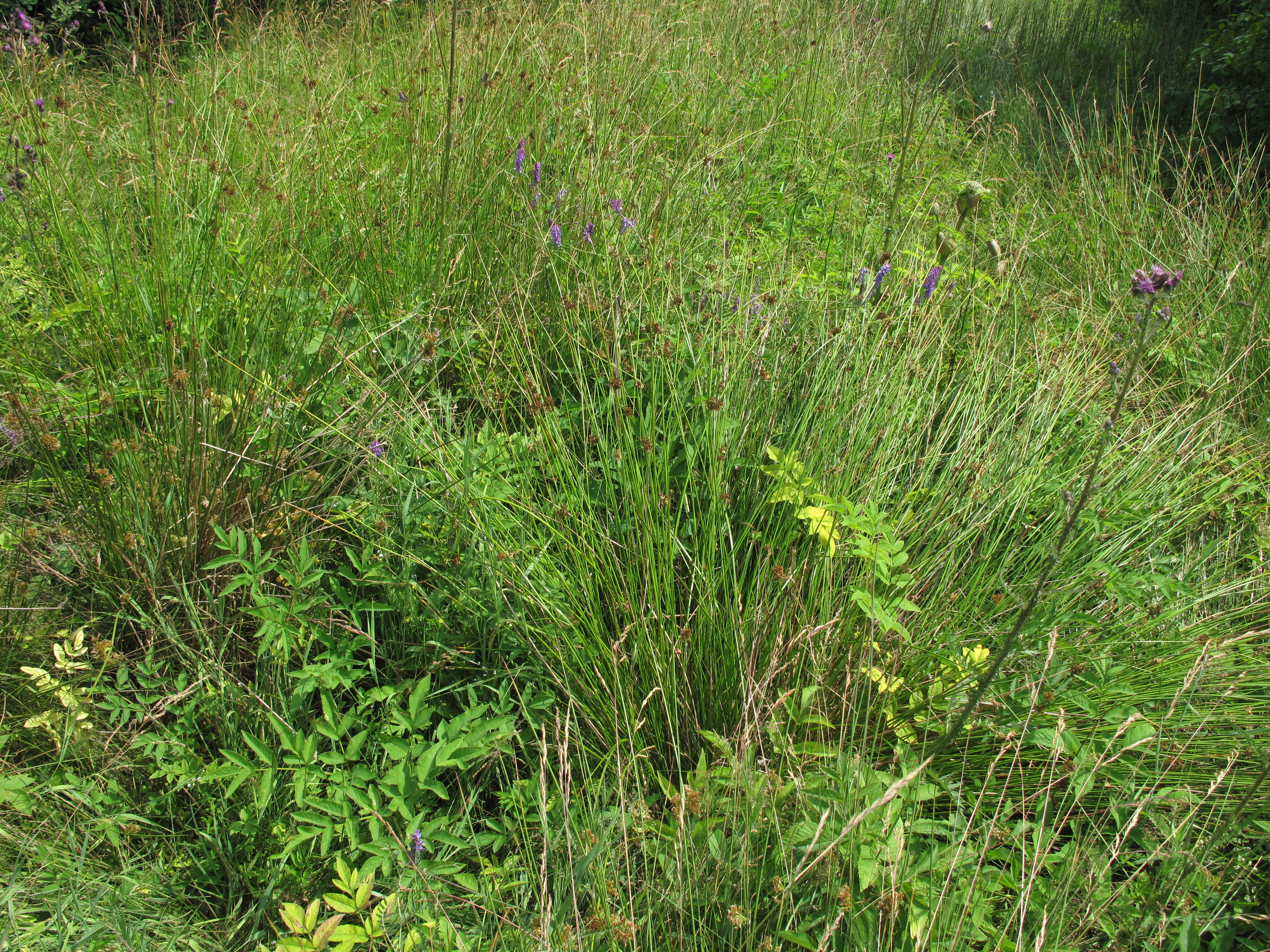
Sítina
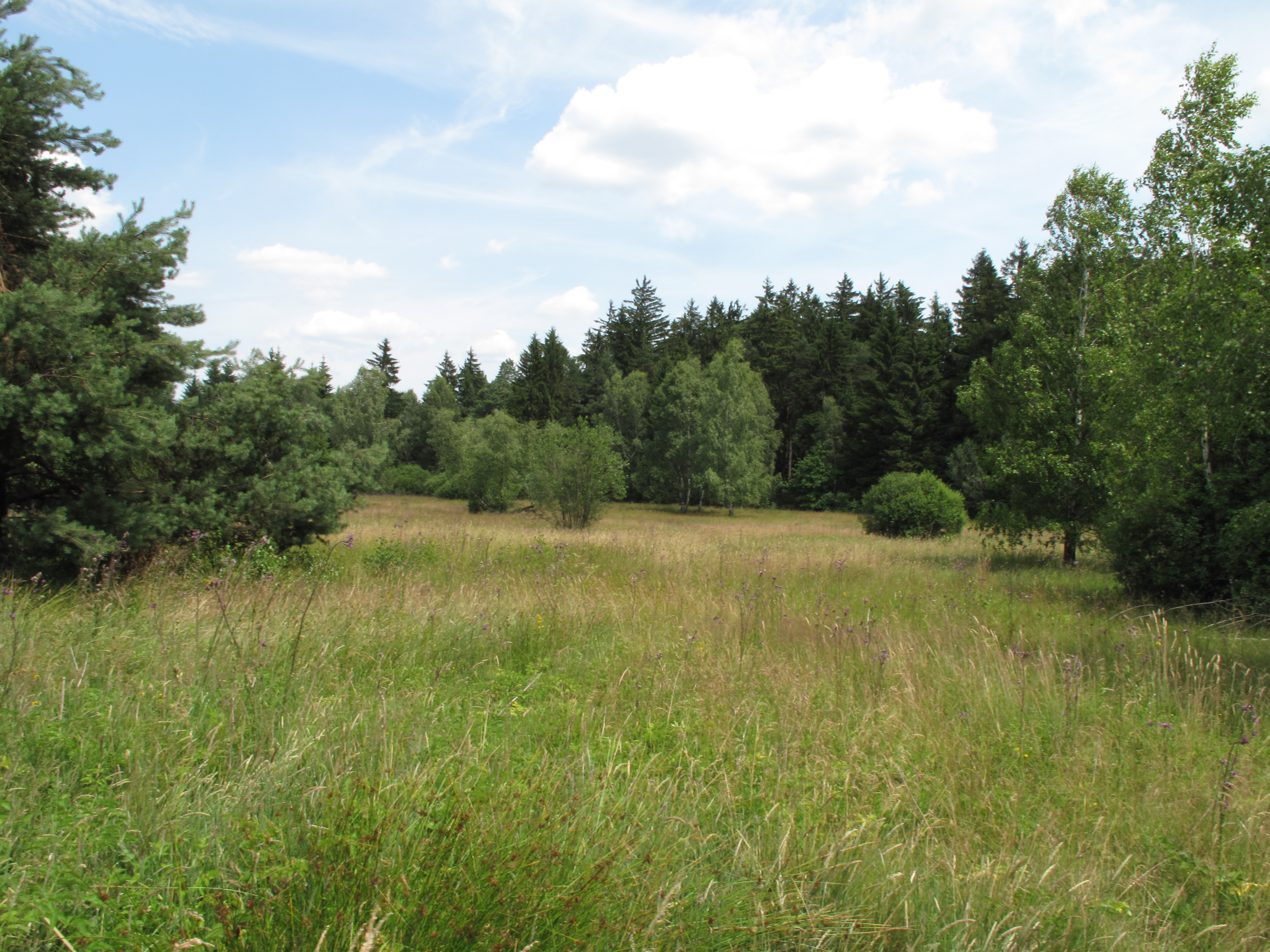